# マンクス・グランプリ
マンクス・グランプリ・モーターサイクル・レース(Manx Grand Prix Motorcycle Race)は、英国王領マン島(Isle of man)で開催されるレース。毎年通常8月末から9月初旬にかけての2週間でおこなわれる。略してMGP、または、一般にはManx(マンクス)として知られている。これはマン島TT(ツーリスト・トロフィー)レースのアマチュア・ライダー版である。(ただしサイドカー部門はない。)
37.73マイルの公道閉鎖コースを4周回する6クラスのレースで構成されており、マン島の首都ダグラスに設置されたグランドスタンドがスタート地点。クラスは、ニューカマーズ(初参加)、ライトウェイト(軽量)/ウルトラライトウェイト(超軽量)、ジュニア、セニア、ジュニア/ライトウェイト、クラシック・マシンによるセニア・クラシック。

## 歴史
MGPは1923年に『マンクス・アマチュア・ロード・レース(MARC)』として始まる。MARCは1930年にマンクス・グランプリ(Manx Grand Prix)と名称変更。"アマチュア"と名づけられたことから、その定義についてさまざまな問題を抱えた。当初のルールが拡大解釈された。現在、ライダーの多くは、MGPでの成功を踏み台にTT(ツーリスト・トロフィー)へ移っていく。規定ではTT(ツーリスト・トロフィー)からマンクスへのクラシック部門以外への再エントリーは禁じられている。クリス・パーマー(元英国125ccチャンピオン)とリチャード・ブリトンは2005年、このルールに従い、マンクス・ノートンに乗り参加した。
MGPはマンクス・モーターサイクル・クラブ(MCC)がオーガナイズ(運営)しており、オート＝サイクル・ユニオン(ACU)のルール(競技規則)とレギュレーション(車両規定)を採用している。ACUは英国モータースポーツ競技を統括している組織である。

## クラス
Newcomersニューカマーズ（初参加）クラスは、マウンテン・コースの経験をもたないライダーのクラス。TT（ツーリスト・トロフィー）にはこのクラスはなく、初参加者がこのコースで競技できる唯一のクラスである。各クラスは通常エントリーが溢れる。ライダーは制限される、600ccを超える排気量では参加できない。プラクティス(以下を参照)期間中レザーの上にカラービブ(古い日本語のゼッケンに相当)をつけなければいけない。初参加者でも他のクラスに申し込むことは可能だが、最終的に経験度合いにより判断される。
軽量/超軽量クラスは125cc、250cc、400cc排気量のマシン。2004年までTT(ツーリスト・トロフィー)でもこのクラスがあった。ニューカマーズ同様、非常に参加が多いクラス。軽量とは250cc2ストロークマシンで、超軽量は125cc2ストロークと400cc4ストローク車である。このクラスは2つの別々のレースとして『レース・デイ』(以下を参照)におこなわれる。しかし、競技車はすべておなじスタートラインから同じ『セッション』(以下を参照)でスタートする。
ジュニア・クラスは750ccを超えない排気量のマシン。200ccから750ccだが、多くの競技車は4ストローク4気筒600ccである。2ストローク250ccのマシンも参加しており、これらはhighest-placed 2-stroke finisher（最高2ストローク車）として別途表彰される。(以下の賞を参照)
セニア・クラスは MGPフォートナイトでの最終レースであり、1000ccを超えない排気量で争われる。ここでも600cc車両がもっとも一般的だが、750ccもスタートリストにはある程度の台数がエントリーしている。
セニア・クラシック・クラスはメーカーも幅広く、非常に人気のあるクラスである。2005年には105台のエントリーがあった。排気量は350ccから500ccの範囲でライダーの多くは450ccから500ccクラスを選択している。ノートン、ホンダ、シーリー、マチレスがよく使われるが、BSAやドゥカティもまれにある。
ジュニア/軽量・クラシックは350cc以下の車両で250-350ccのジュニアと250cc以下の軽量と同時に競技がおこなわれる。サーキット上にはすべての競技車が走行するが、スタートはクラスごとに一定間隔をおいてとなる。(軽量/超軽量でも同様の運営手順である)
上記したように、ニューカマーズは予選（プラクティス）中は色つき（通常オレンジまたはイエロー）ビブをつけているので、他のライダーから見た目で判別できる。同様に、クラシックライダーには白いビブが用いられる。これらは本戦（レース）競技では使用されず、見た目は同じクラスとなる。

## 競技形式
MGPフォートナイト(MGP2週間の意)の第一週目はすべて予選(プラクティス)である。ライダーにはコースに慣れて本戦にクォリファイ(参加可能)できるだけのスピードとラップタイムを記録することが要求される。
予選は土曜に開始され(2006年は8月19日)、翌週の月曜、火曜、水曜、木曜、金曜、土曜と開催される。時間帯は夕刻で、コース上のマーシャル(オフィシャル)が午後6時に道路閉鎖し、6時15分にプラクティスが開始、そして午後8時15分には公道に復帰する。プラクティスは『クラシックおよび超軽量』と『それ以外』の2パートに分かれ、6.15pmから7.10pmおよび 7.15pmから 8.10pmの2つの時間帯を日替わりで交互に使用する。
プラクティスの初日には、ニューカマーズが8人のバイクに乗ったマーシャルで構成される『トラベリング・マーシャル』(通常時は定期的に周回しコース状況をチェックする役務)にエスコートされて速度を管理されながら周回する。これが終了すれば好きなペースで周回することを許される。
その2日後の月曜日に本戦(レース)がおこなわれる(2006年は8月28日)が、予選(プラクティス)は日曜日には決しておこなわれない。しかしレース週(Race Week)にはレース・プログラム中の遅いクラスがおこなう場合がある。
レースプログラムは毎年同一で、本戦週(レース・ウィーク)の月、水、金に2レースずつ、全6クラスがおこなわれる。どのクラスも等しく4周で150.92マイルを走る。
月曜: ニューカマーズ 10時15分 セニア・クラシック 1時15分
水曜: ジュニア/ライトウェイト クラシック 10時15分 ジュニア 1時15分
金曜: ライトウェイト/ウルトラ・ライトウェイト 10時15分 セニア 1時15分
悪天候時にはレースは順延され、同日、もしくは火曜、木曜に変更される。過去には運営委員会により金曜以降に持ち越したり、また、走行距離が縮められたこともある。

## 著名なMGP出場者
マンクス・グランプリは多くのライダーにとって世界に名前を知られる最初の機会となっている。マーチン・フィネガン、デイビー・モーガン、レイ・ポーター、ケネス・マクレアなどが現在TT(ツーリスト・トロフィー)のスターであり、他の英国諸島、特に、アイリッシュ・ロード・レースにおいて有名である。そのほか、過去には、フレディ・フリス(Freddie Frith：1909.5.30-)、フィル・リード(Phil Read：1939.1.1-)、ジェフ・デューク(Geoff Duke：1923.3.29-)など、みなTT(ツーリスト・トロフィー)でもレースをした。特にデュークとリードは何度も優勝している。
キング・オブ・ザ・マウンテンとよばれるジョイ・ダンロップ(Joey Dunlop：1952.2.25-2000.7.2)は26回TT(ツーリスト・トロフィー)(ツーリスト・トロフィー)で優勝した。ダンロップはMGPでクラシックなアエルマッキ(Aermacchi)に乗り、ポディウムフィニッシュを飾った。

## 日本人出場者
- 1988年"500cc Classic"クラスに出場したカメラマンの話
- 2015年　山中正之選手　NewcomersＣクラス ２位
- 2015年　山中正之選手　Lightweight Race 　9位
- 2016年　山中正之選手　MGP Junior  　26位
- 2016年　山中正之選手　MGP Senior  　26位

## 賞
MGPでは毎年さまざまな賞が授与される。マンクス・モーターサイクル・クラブが独占的にそのエントリーフィーとドネーションを管理し、賞に還元している。多岐にわたるのでここで詳述しないが、'最速周回賞(Fastest Lap of the meeting)'から '初参加者健闘賞(Most meritorious performance by a newcomer)'に至るまでさまざまなトロフィー、カップが授与される。
レースを完走したライダー達すべてにFinisher's Medal(完走者メダル)が授与される。優勝者の全走行時間にある一定比率を加えた時間内に完走したライダーには'レプリカ'も授与される。レプリカは優勝者との差の大小によりシルバーまたはブロンズのものとなる。チーム賞もあるが毎年授与されるとは限っていない。これは同一スポンサーのために競技したライダーのためではなく、同一モーターサイクル・クラブを代表して走ったライダーに贈られるものである。

## 他のMGPフォートナイト・イベント
MGPは多くのモーターサイクルのファンに人気があるため、TT(ツーリスト・トロフィー)以上にリラックスして楽しめる雰囲気作りがなされている。レース期間中、さまざまなクラブミーティングが開催される。特にクラシックマシンのものが多い。また、クラシックマシンのパレードもクローズドロード(閉鎖された道路)でおこなわれる。TT(ツーリスト・トロフィー)と異なり、ダグラス・プロムナードでのファンファーレはないが、訪問、地元の音楽祭、マンクス・スリーデイ・トライアルなど、さまざまなエンターテイメント企画がおこなわれる。

## 関連
- マン島TT(ツーリスト・トロフィー)レース